# Visby landsfiskalsdistrikt (1918–1941)
Visby landsfiskalsdistrikt var 1918–1941 ett landsfiskalsdistrikt i Gotlands län, bildat när Sveriges indelning i landsfiskalsdistrikt trädde i kraft den 1 januari 1918, enligt beslut den 7 september 1917. Landsfiskalsdistriktet avskaffades den 1 oktober 1941 (genom kungörelsen 28 juni 1941) när Sverige fick en ny indelning av landsfiskalsdistrikt. Av dess ingående område överfördes kommunerna Lummelunda, Martebo, Stenkyrka och Tingstäde till Slite landsfiskalsdistrikt och kommunerna Akebäck, Barlingbo, Björke, Bro, Ekeby, Endre, Fole, Follingbo, Hedjeby, Lokrume, Roma och Väskinde till det nybildade Roma landsfiskalsdistrikt.
Landsfiskalsdistriktet låg under länsstyrelsen i Gotlands län.

## Ingående områden
Den 1 januari 1936 uppgick Visby landskommun i Visby stad.

### Från 1918
Gotlands norra härad:
- Akebäcks landskommun
- Barlingbo landskommun
- Björke landskommun
- Bro landskommun
- Ekeby landskommun
- Endre landskommun
- Fole landskommun
- Follingbo landskommun
- Hejdeby landskommun
- Lokrume landskommun
- Lummelunda landskommun
- Martebo landskommun
- Roma landskommun
- Stenkyrka landskommun
- Tingstäde landskommun
- Visby landskommun
- Väskinde landskommun

### Från 1936
Gotlands norra härad:
- Akebäcks landskommun
- Barlingbo landskommun
- Björke landskommun
- Bro landskommun
- Ekeby landskommun
- Endre landskommun
- Fole landskommun
- Follingbo landskommun
- Hejdeby landskommun
- Lokrume landskommun
- Lummelunda landskommun
- Martebo landskommun
- Roma landskommun
- Stenkyrka landskommun
- Tingstäde landskommun
- Väskinde landskommun